# Józef Orlicki (wojskowy)
Józef Orlicki, ps. „Orlicki-Skolatusz” (ur. 23 lutego 1895 w Krakowie, zm. po 19 marca 1939) – kapitan taborów Wojska Polskiego, działacz niepodległościowy, kawaler Orderu Virtuti Militari.

## Życiorys
Urodził się 23 lutego 1895 w Krakowie, w rodzinie Franciszka i Urszuli z domu Skolatusz. W 1914 ukończył szóstą klasę w c. k. Gimnazjum III w Krakowie. 17 lutego tego roku wstąpił do Związku Strzeleckiego.
16 sierpnia 1914 wstąpił do Legiony Polskich i został przydzielony do 3. kompanii III batalionu 1 pułku piechoty. 23 marca 1915 został przeniesiony do 2. oddziału karabinów maszynowych 5 pułku piechoty. 5 lipca 1916 został ciężko ranny w bitwie pod Kostiuchnówką. Od 18 lipca do początku listopada 1916 leczył się w szpitalu Obrony Krajowej w Rzeszowie. Następnie został przydzielony do komisariatu werbunkowego w Zamościu. Na początku lipca 1917 wrócił do macierzystego pułku. Od 15 grudnia 1917 działał w Polskiej Organizacji Wojskowej w Zamościu, w charakterze instruktora.
2 listopada 1918 wstąpił do Wojska Polskiego i służył w kompanii garnizonowej w Krasnymstawie. Od 7 lutego 1919 w szeregach 8. kompanii 35 pułku piechoty walczył na wojnie z Ukraińcami, a później wojnie z bolszewikami. W styczniu 1920 został przesunięty do 6. kompanii 35 pp. Wyróżnił się 9 sierpnia 1920 w ataku na Długosiodło dowodząc plutonem, a po zranieniu porucznika Stanisława Rychtera – 6. kompanią. W styczniu 1922, na własną prośbę, został zwolniony do rezerwy i przydzielony w rezerwie do 35 pp. 8 stycznia 1924 został zatwierdzony w stopniu podporucznika ze starszeństwem z 1 czerwca 1919 i 1495. lokatą w korpusie oficerów rezerwy piechoty. Posiadał wówczas przydział w rezerwie do 81 pułku piechoty w Grodnie.
W 1922, po zwolnieniu z wojska, ukończył czteromiesięczne kursy handlowe przy Akademii Handlowej w Krakowie. Następnie wyjechał do Lidy, gdzie objął stanowisko sekretarza Centralnego Związku Osadników Wojskowych oraz instruktora kółek rolniczych. W 1924 został zatrudniony w Powiatowej Komendzie Uzupełnień Lida na stanowisku referenta inwalidzkiego.
W sierpniu 1928 jako oficer rezerwy został powołany do służby czynnej w 81 pułku piechoty. 15 maja 1930 został przemianowany na oficera zawodowego w stopniu porucznika w korpusie oficerów piechoty ze starszeństwem z 1 stycznia 1925 i 47. lokatą. W czerwcu 1933 został przeniesiony do korpusu oficerów taborowych w tym samym stopniu i starszeństwie oraz 2. lokatą z jednoczesnym przeniesieniem z 81 pp do Kadry 3 dywizjonu taborów w Grodnie. W marcu 1934 zajmował w tym oddziale stanowisko zastępcy komendanta parku taborów. 27 czerwca 1935 prezydent RP nadał mu stopień kapitana z dniem 1 stycznia 1935 i 11. lokatą w korpusie oficerów taborowych. W marcu 1939 pełnił służbę w Dowództwie Okręgu Korpusu Nr III w Grodnie na stanowisku kierownika referatu materiałowo-budżetowego Szefostwa Taborów.
W marcu 1934 był kawalerem i nie miał dzieci.

## Ordery i odznaczenia
- Krzyż Srebrny Orderu Wojskowego Virtuti Militari nr 1767[21] – 28 lutego 1921[22][23]
- Krzyż Niepodległości – 16 września 1931 „za pracę w dziele odzyskania niepodległości”[24][1][25][26]
- Krzyż Walecznych po raz pierwszy i drugi[27][28]
- Srebrny Krzyż Zasługi – 1938 „za zasługi na polu pracy społecznej”[29]
- Medal Pamiątkowy za Wojnę 1918–1921[27]
- Medal Dziesięciolecia Odzyskanej Niepodległości[27]